# Madrid (EP)
Madrid (EP) es el primer EP de Los Pekenikes y fue publicado en 1961, con un sonido de Rock and Roll, además la mitad de los temas ya son instrumentales, con cierta influencia de The Shadows. Es de notar que arrancan con un chotís rockizado de autoafirmación madrileña. El resto del repertorio revela el conocimiento del grupo del panorama norteamericano.
En 2011 se compila este y todos los demás discos EP en sendos CD, estando este título en el llamado Los EP's originales remasterizados Vol. 1 (1961-1963)

## Lista de canciones
| Cara 1 |                         |          |  |
| N.º    | Título                  | Duración |  |
| 1.     | «Madrid» (Agustín Lara) | 1:53     |  |
| 2.     | «Apache» (Jerry Lordan) | 2:40     |  |

| Cara 2 |                                         |          |  |
| N.º    | Título                                  | Duración |  |
| 1.     | «Ramona» (L. Wolfe Gilbert—Mabel Wayne) | 2:23     |  |
| 2.     | «Jinetes en el Cielo» (Stan Jones)      | 2:31     |  |

## Miembros
Antes de graba este EP el Batería inicial, José Nieto tuvo que hacer el servicio militar con lo que el vocalista del grupo, Eddie Guzmán decidió sustituirle a la batería. Además se incorporaba al grupo Tony Luz.
- Alfonso Sainz - Saxo tenor
- Lucas Sainz - Guitarra líder
- Ignacio Martín Sequeros - Bajo eléctrico
- Eddie Guzmán Cantante y Batería
- Tony Luz - Guitarra rítmica